# Worse Comes to Worst
Worse Comes to Worst è un singolo del cantante statunitense Billy Joel, pubblicato nel 1974 ed estratto dall'album Piano Man.

## Tracce
1. Worse Comes to Worst
2. Somewhere Along the Line